# Jakub Ficenec
Jakub Ficenec (* 11. února 1977 Hradec Králové) je bývalý německý hokejista českého původu. Narodil se a vyrůstal v Česku, po působení v zámoří se usadil v Německu a po získání německého občanství reprezentoval Německo.

## Kariéra

### Klubová kariéra
S hokejem začínal v Hradci Králové, kde také nastoupil v sezóně 1993/1994 k prvním dvěma utkáním v profesionální soutěži. Poté se ještě objevil krátce v dresu HC Slavia Praha v sezóně 1995/1996 a odešel do zámoří. Tam působil v nižší juniorské lize British Columbia Hockey League, kde byl v roce 1998 vyhlášen nejlepším obráncem závěrečného turnaje Royal Bank Cupu. Později se prosadil v American Hockey League. V roce 2001 se vrátil do Evropy a od té doby hraje v německé hokejové lize – nejprve po jedné sezóně za Augsburger Panther a DEG Metro Stars, od roku 2003 za ERC Ingolstadt. Smlouvu s tímto týmem měl do roku 2014. Poté podepsal dvouletou smlouvu s Düsseldorfer EG, kvůli srpnovému zranění ale kontrakt po domluvě vypověděl v prosinci 2015. Oficiálně ukončil kariéru v roce 2016, kdy také ERC Ingolstadt vyřadil jeho číslo dresu. Byl ceněn pro svou tvrdou střelu, příležitostně hrál také jako útočník.

### Reprezentace
Za českou reprezentaci hrál jako junior na mistrovství Evropy do 18 let 1995, později hrál i v seniorské reprezentaci v roce 2006. Po získání německého občanství reprezentuje Německo, za které hrál na Zimních olympijských hrách 2010 ve Vancouveru.

## Ocenění
- nejlepší obránce Royal Bank Cupu 1997/1998
- vítěz +/- bodování DEL 2005/2006
- účastník utkání hvězd DEL v letech 2004, 2006, 2007, 2008, 2009

## Statistika
| Sezona     | Klub                | Soutěž     | Základní část | Základní část | Základní část | Základní část | Základní část | Play off | Play off | Play off | Play off | Play off |
| Sezona     | Klub                | Soutěž     | Z             | G             | A             | B             | TM            | Z        | G        | A        | B        | TM       |
| ---------- | ------------------- | ---------- | ------------- | ------------- | ------------- | ------------- | ------------- | -------- | -------- | -------- | -------- | -------- |
| 1993/94    | HC Hradec Králové   | ELH        | 2             | 0             | 0             | 0             | 0             | −        | −        | −        | −        | −        |
| 1995/96    | HC Slavia Praha     | ELH        | 3             | 0             | 0             | 0             | 0             | −        | −        | −        | −        | −        |
| 1997/98    | South Surrey Eagles | BCHL       | 55            | 35            | 56            | 91            | 121           | −        | −        | −        | −        | −        |
| 1998/99    | Portland Pirates    | AHL        | 5             | 3             | 2             | 5             | 4             | −        | −        | −        | −        | −        |
| 1998/99    | Johnstown Chiefs    | ECHL       | 59            | 18            | 23            | 41            | 54            | −        | −        | −        | −        | −        |
| 1999/00    | Portland Pirates    | AHL        | 58            | 11            | 9             | 20            | 32            | 4        | 0        | 0        | 0        | 4        |
| 2000/01    | Portland Pirates    | AHL        | 62            | 10            | 16            | 26            | 41            | 3        | 0        | 1        | 1        | 2        |
| 2001/02    | Augsburger Panther  | DEL        | 57            | 8             | 29            | 37            | 134           | 4        | 0        | 1        | 1        | 4        |
| 2002/03    | DEG Metro Stars     | DEL        | 41            | 9             | 19            | 28            | 61            | 5        | 0        | 2        | 2        | 4        |
| 2003/04    | ERC Ingolstadt      | DEL        | 51            | 13            | 19            | 32            | 60            | 8        | 4        | 2        | 6        | 31       |
| 2004/05    | ERC Ingolstadt      | DEL        | 46            | 16            | 26            | 42            | 50            | 11       | 3        | 4        | 7        | 28       |
| 2005/06    | ERC Ingolstadt      | DEL        | 46            | 13            | 22            | 35            | 121           | 7        | 4        | 2        | 6        | 14       |
| 2006/07    | ERC Ingolstadt      | DEL        | 48            | 11            | 34            | 45            | 97            | 5        | 0        | 1        | 1        | 6        |
| 2007/08    | ERC Ingolstadt      | DEL        | 51            | 8             | 31            | 39            | 44            | 3        | 1        | 1        | 2        | 6        |
| 2008/09    | ERC Ingolstadt      | DEL        | 42            | 11            | 19            | 30            | 56            | –        | –        | –        | –        | –        |
| 2009/10    | ERC Ingolstadt      | DEL        | 51            | 4             | 24            | 28            | 36            | 10       | 4        | 2        | 6        | 2        |
| 2010/11    | ERC Ingolstadt      | DEL        | 51            | 11            | 31            | 42            | 36            | –        | –        | –        | –        | –        |
| 2011/12    | ERC Ingolstadt      | DEL        | 34            | 7             | 15            | 22            | 28            | 9        | 0        | 1        | 1        | 6        |
| 2012/13    | ERC Ingolstadt      | DEL        | 40            | 5             | 14            | 19            | 24            | 4        | 0        | 0        | 0        | 4        |
| AHL celkem | AHL celkem          | AHL celkem | 125           | 24            | 27            | 51            | 77            | 7        | 0        | 1        | 1        | 6        |
| DEL celkem | DEL celkem          | DEL celkem | 558           | 116           | 283           | 399           | 747           | 66       | 16       | 16       | 32       | 105      |